# Ярабайкасинське сільське поселення
Ярабайка́синське сільське поселення (рос. Ярабайкасинское сельское поселение) — муніципальне утворення у складі Моргауського району Чувашії, Росія. Адміністративний центр — присілок Ярабайкаси.

## Склад
До складу поселення входять такі населені пункти:
| Населений пункт           | Населення, осіб (2010) |
| ------------------------- | ---------------------- |
| Акрамово, село            | 286                    |
| Верхній Томлай, присілок  | 64                     |
| Вурмой, присілок          | 30                     |
| Вускаси, присілок         | 95                     |
| Єлачкаси, присілок        | 61                     |
| Єрмаково, присілок        | 130                    |
| Ідагачкаси, присілок      | 231                    |
| Іштереки, присілок        | 201                    |
| Костеряки, присілок       | 226                    |
| Мілюдакаси, присілок      | 197                    |
| Нижній Томлай, присілок   | 44                     |
| Новий Томлай, присілок    | 10                     |
| Сибайкаси, присілок       | 133                    |
| Сіньял-Акрамово, присілок | 106                    |
| Шоркаси, присілок         | 157                    |
| Ярабайкаси, присілок      | 307                    |